# 김영도 (1967년)
김영도(1967년 ~ )는 KBS 예능본부의 프로듀서이다.

## 경력
- KBS 예능본부 PD
- KBS 예능운영팀 CP
- KBS 예능본부 기획 팀장